# Физика атмосферы
Фи́зика атмосфе́ры — наука, изучающая различные физические явления и процессы, происходящие в атмосфере. К таковым можно отнести поглощение и излучение тепла, нагревание и охлаждение воздуха, его течение и циркуляцию, испарение и конденсацию водяного пара в виде облаков и туманов, а также множество других. Существенно, что эти процессы изучаются физическими и математическими методами с целью выяснить причины и следствия атмосферных явлений. Физика атмосферы преследует цель мочь в будущем прогнозировать специфику явлений, трудности в прогнозе которых связаны главным образом с незнанием количественных физических закономерностей атмосферы.
Некоторые отдельные разделы физики атмосферы:
- Динамическая метеорология
  - Термодинамика атмосферы
- Атмосферная оптика
- Атмосферное электричество
- Физика облаков
- Аэрология
- Аэрономия
- Атмосферная акустика